# Girogo

Das offizielle girogo-Logo der Deutschen Kreditwirtschaft

Girogo (Eigenschreibweise: girogo) war eine von der Deutschen Kreditwirtschaft im Jahr 2012 eingeführte Funktion auf der Girocard mit GeldKarte-Funktion und ermöglichte das kontaktlose Bezahlen innerhalb Deutschlands an Bezahlterminals im Einzelhandel, an Verkaufsautomaten und an NFC-fähigen Smartphones. Seit 2017 wurde das System nach und nach durch die kontaktlose Girocard ohne den Umweg über die GeldKarte-Funktion ersetzt und ist zum Ende 2024 ausgelaufen.

## Technik
Die von Banken und Sparkassen ausgegebenen Bankkundenkarten (Girocards, früher EC-Karten) werden um einen RFID-Funkchip mit dem internationalen Übertragungsstandard Nahfeldkommunikation (Near Field Communication, Abkürzung NFC) erweitert. NFC ist mittlerweile überwiegend in aktuellen Smartphones integriert. Daher wird Girogo auch als eine „Brückentechnologie“ zum Bezahlen per Mobiltelefon gewertet.
Neben den in Deutschland mittlerweile rund 45 Millionen ausgegebenen kontogebundenen Girogo-Karten der Banken und Sparkassen gab es auch kontoungebundene Girogo-Karten, die separat (kostenpflichtig) erhältlich waren oder z. B. in Fußball-Stadien („Fankarte“) ausgegeben wurden.

## Aufladen
Girogo ist ein „Prepaid-Zahlungsmittel“: Man kann nur damit bezahlen, wenn man zuvor Guthaben aufgeladen hat. Das maximale Guthaben auf einer girogo-Karte beträgt 200 Euro. Die Karte kann auf unterschiedliche Weise aufgeladen werden:
Das manuelle Laden der girogo-Karte erfolgt:
1. An rund 58.000 Geldautomaten der teilnehmenden Institute.
2. An speziellen Ladeterminals, z. B. in Fußballstadien oder Kantinen.
3. Über das Internet mit Hilfe eines Chipkartenlesers, der über den Secoder-Standard verfügt.[7]
4. Über ein Smartphone mit integrierter NFC-Technologie und entsprechender App, z. B. „Sparkasse“, ist ein Aufladen möglich.

Das automatische Laden der girogo-Karte erfolgt:
1. An Bezahlterminals (ec-Terminals) im Einzelhandel mittels der Funktion „Abo-Laden“. Dabei wird die Karte im Zuge eines Bezahlvorgangs um einen mit der Bank/Sparkasse vorab vereinbarten Betrag (zwischen 20,00 EUR und 50,00 EUR) automatisch wieder aufgeladen, sofern der geforderte Bezahlbetrag das aktuelle Guthaben auf der Karte überschreitet.
2. An Bezahlterminals (ec-Terminals) im Einzelhandel mittels der Funktion „Laden mit PIN-Eingabe“. Dabei wird die Karte im Zuge eines Bezahlvorgangs um einen vom Ausgeber festgelegten und nicht veränderbaren Betrag (derzeit 35 Euro) automatisch nach Eingabe der PIN wieder aufgeladen, sofern der geforderte Bezahlbetrag das aktuelle Guthaben auf der Karte überschreitet.
3. Zukünftig soll die Funktion „Abo-Laden“ auch an Automaten möglich sein.

Der Vorgänger Geldkarte litt unter dem praktischen Problem, dass viele potenzielle Benutzer ihre Geldkarte nie aufgeladen hatten oder vergessen hatten vorher ausreichend aufzuladen, so dass in der Praxis die spontane Bezahlung dann anders gelöst werden musste. Daher lag bei Girogo ein besonderes Augenmerk darauf, die Auflademöglichkeiten gegenüber der alten Geldkarte zu erweitern.

## Bezahlen
Zum Bezahlen wird die girogo-Karte im Abstand von wenigen Zentimetern an das Bezahlterminal (i. d. R. an das Display des ec-Terminals), an die Bezahlfläche des Automaten oder an ein NFC-fähiges Smartphone gehalten. Die Karte braucht also nicht mehr gesteckt werden. Bei der Bezahlung ist keine PIN-Eingabe und keine Unterschrift auf einem Kassenzettel notwendig. Ein optisches oder akustisches Signal am Terminal, Automat oder Smartphone bestätigt die erfolgreiche girogo-Zahlung. Der eigentliche Bezahlvorgang dauert dabei i. d. R. weniger als eine Sekunde.
Bezahlterminals und Automaten, an denen girogo-Zahlungen akzeptiert werden, sind mit dem offiziellen girogo-Logo gekennzeichnet; häufig ist das Logo auch an der Eingangstür angebracht. In Deutschland akzeptieren aktuell rund 13.000 Händler, Tankstellen, Gastronomiebetriebe und Dienstleister Zahlungen mit girogo.

## Kritik

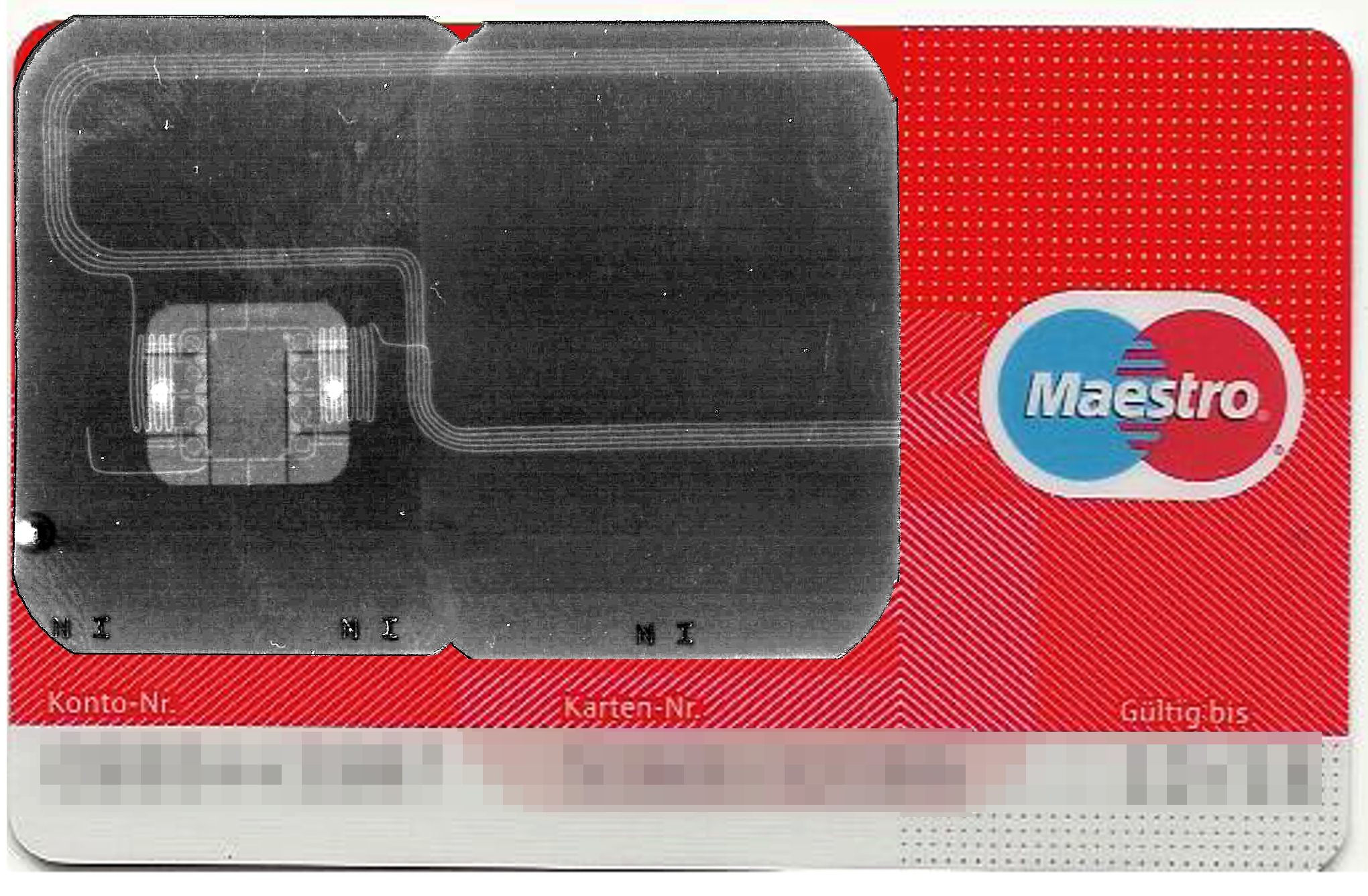
Girogo-Karte
(Röntgenansicht der Karte mit Antenne)

Datenschützer bemängeln, dass die Funkchips eine weltweit eindeutige ID-Nummer, die letzten 15 Bezahlvorgänge mit Datum, Uhrzeit, Betrag, Kennungen der Ladeterminals oder Händler sowie die letzten drei Prepaid-Ladevorgänge vom Träger unkontrollierbar und unverschlüsselt senden. Die Karten können elektronisch mit NFC-fähigen Smartphones auf eine Entfernung von maximal 4 cm problemlos ausgelesen werden, und mit etwas aufwändigeren Geräten auf eine Entfernung von einem halben Meter oder mehr, auch durch Jacke oder Rucksack hindurch. Dadurch lassen sich leicht Bewegungsprofile der Kartenträger erstellen.
Die Sparkassen stellen dies als unproblematisch dar, da sich die Daten keiner Person zuordnen ließen. Dem halten die Datenschützer entgegen, dass es sehr wohl möglich sei, die Daten bestimmten Kunden zuzuordnen. Hierfür sei es ausreichend, wenn die ID-Nummer der NFC-Karte einmalig der Person zugeordnet werden kann. Dies kann beispielsweise geschehen, wenn zusätzlich zur NFC-Bankkarte eine weitere berührungslos funktionierende Karte mit Nutzernamen in der Tasche getragen wird. Die Nutzernamen sind von den Karten auch optisch ablesbar.
Kritiker bemängeln weiter, dass existierende Sicherheitsvorkehrungen gegen unautorisiertes Auslesen, wie zum Beispiel beim deutschen elektronischen Reisepass, bei girogo nicht eingesetzt werden; auch vermissen sie grundsätzlich eine Aufklärung über die Sicherheitsrisiken durch die Kartenausgeber.
Die Kreditinstitute bieten keine Wahlfreiheit. Jede Karte wird spätestens zum Ablauf ihrer Gültigkeit durch eine Karte mit Girogo ersetzt. Girogo ist auch ohne Guthaben aktiv und lässt sich nicht deaktivieren. Die Karte in einen Mikrowellenherd zu legen, um den Chip zu zerstören, ist nicht ratsam, da der Chip dann auch nicht mehr für die Nutzung mit kontaktbehafteten Terminals (z. B. für die girocard-Funktion oder die traditionelle Geldkartenfunktion, bei der die Karte in ein Lesegerät gesteckt werden muss) funktionieren würde. Darüber hinaus könnte auch der Magnetstreifen zerstört werden. Schutz gegen unbemerktes Auslesen bieten spezielle RFID-Schutzhüllen. Für einen Bezahlvorgang muss die Karte jedoch aus der Hülle gezogen werden. Die Sparkassen liefern keine RFID-Schutzhülle mit. Generell ist nicht jede Schutzhülle zuverlässig wirksam, was unter anderem daran liegt, dass die Karten in verschiedenen Frequenzbereichen arbeiten können.